# Véra Valmont
Pour les articles homonymes, voir Valmont.
Véra Valmont , née le 31 janvier 1933 à Argenteuil, est une actrice française.

## Biographie
Véra Valmont commença sa carrière cinématographique en 1957. André Hunebelle l'engagea pour Casino de Paris. Elle fit aussi du théâtre et tourna en France, en Allemagne et en Italie.
Au début de sa carrière elle participa à des films comiques comme Taxi, Roulotte et Corrida, encore réalisé par André Hunebelle, aux côtés de Louis de Funès.
Mais rapidement, elle fut séduite par les films érotiques, voire pornographiques et arrêta sa carrière en 1975.

## Filmographie

### Cinéma
- 1957 :  Paris Music Hall de Stany Cordier
- 1957 :  Casino de Paris de André Hunebelle
- 1957 : Mademoiselle Strip-tease de Pierre Foucaud : Héléna, modèle nu et strip-teaseuse, fiancée de Brutus
- 1958 : En bordée de Pierre Chevalier : Mado
- 1958 : Taxi, Roulotte et Corrida, d'André Hunebelle, avec Louis de Funès : Myriam, la vamp
- 1959 : La Belle et l'empereur (Die schöne Lügnerin) d'Axel von Ambesser : Marie-Louise d'Autriche
- 1960 : Chaque minute compte de Robert Bibal : Véra
- 1960 : September storm de Byron Haskin
- 1961 : Les Fortiches de Georges Combret
- 1960 : Alibi pour un meurtre de Robert Bibal
- 1962 : Les Petits Matins de Jacqueline Audry:- La barmaid
- 1962 : Le Signe du lion d'Éric Rohmer : la blonde de Nanterre
- 1964 : Le Bluffeur de Sergio Gobbi : Sandra
- 1964 : La Crypte du vampire (La cripta e l'incubo)
- 1964 : Les Trois Centurions (I tre centurioni) de Roberto Mauri
- 1964 : Sursis pour un espion de Jean Maley
- 1966 : Tant qu'on a la santé de Pierre Étaix
- 1966 : La Peur et l'Amour de Max Pécas
- 1970 :  L'amour, oui! Mais... de Philippe Schneider et Joël Lifschutz
- 1974 : Règlements de femmes à OQ Corral
- 1974 : L'arrière-train sifflera trois fois de Jean-Marie Pallardy
- 1974 : Serre-moi contre toi, j'ai besoin de caresses (ou Avec quoi soulèves-tu l'édredon) de Raoul André
- 1975 : La Vie sentimentale de Walter Petit (ou  Hard Love, version hardcore) de Serge Korber
- 1975 :  Les Karatéchattes de Guy Maria